# Лучегорск
Лучего́рск — посёлок городского типа, административный центр Пожарского района Приморского края, основан в 1966 году.
Лучегорск — самый крупный на Дальнем Востоке населённый пункт, не имеющий статуса города. Стоит на реке Контровод и на берегу Лучегорского водохранилища, в 9 км к востоку от железнодорожной станции Лучегорск Дальневосточной железной дороги на линии Владивосток—Хабаровск.
Население — 16 967 чел. (2024).

## История
Поиски полезных ископаемых в долине реки Бикин начались более 100 лет назад.
В 1893 году на реке Малая Янга (приток Бикина) были обнаружены залежи бурого угля.
В ноябре 1965 года недалеко от села Надаровка началось строительство временного посёлка. К концу 1968 года планировалось возвести сорок домов, магазин на восемь рабочих мест, ателье, начальную школу, другие социальные объекты.
Название новому посёлку придумали первостроители. Вот так об этом рассказывает первостроитель В. Григорьев:

«Надоело зваться новостройкой, собрались на собрание — давай думать. Тайгоград? Теплоград? Поднялись три наших инженера, говорят: „Мы месяц голову ломали. Лучше, чем Лучегорск не придумать. Потому как суть отражает: лучи — значит энергия во все стороны, гор — значит горные работы“».
26 января 1966 года решением № 33 Исполкома Приморского краевого Совета депутатов трудящихся в составе Пожарского района был зарегистрирован посёлок Лучегорск.
5 апреля 1968 года на митинге строительство Приморской ГРЭС было объявлено Всесоюзной ударной комсомольской стройкой, на месте будущей электростанции поставлен памятный камень с надписью: «Здесь будет Приморская ГРЭС». Из Ленинграда в Приморье поступали паровые турбины, из Новосибирска — электрогенераторы, из Запорожья — силовые трансформаторы, из Барнаула — паровые котлы. Над новостройкой взял шефство комсомол Украины и Белоруссии.
Указом Президиума Верховного Совета РСФСР от 20 июня 1968 года Лучегорск становится центром Пожарского района.
Ко Дню строителя в 1969 году торжественно открылось кафе «Романтик» (в 2010-е гг. кафе «Берёзка»).
К 7 ноября 1972 года в Лучегорске была торжественно открыта стела «Комсомольцам 20-х годов от комсомольцев Лучегорска».
С 1971 года главный упор был сделан на возведение объектов основного промышленного назначения.
29 июля 1971 года начался монтаж главного корпуса электростанции.
29 ноября 1971 года работники Лучегорского участка треста «Спецжелезобетонстрой» приступили к футеровке дымовой трубы электростанции.
К Новому 1972 году коллектив Бикинского строительного управления сдал в эксплуатацию здание вокзала станции Лучегорск.
23 декабря 1973 года из Лучегорского угольного разреза вышел первый состав с углём, состоялся торжественный митинг.
20 июня 1973 года были воздвигнуты две перемычки на реке Контровод, началось затопление котлована Лучегорского водохранилища. 20 июля затопление завершилось, Контровод по водосбрасывающему каналу устремился в реку Бикин.
31 октября 1973 года закончились работы по футеровке ствола дымовой трубы электростанции.
6 января 1974 года была разобрана перемычка, отделявшая пруд-охладитель от временной насосной станции.
14 января 1974 года в 17 часов 45 минут Александр Рулько в топке первого энергоблока зажёг уголь разреза «Лучегорский». Красную ленту в день пуска первого энергоблока доверили разрезать делегату XVI съезда комсомола Татьяне Новиковой и начальнику первого участка стройуправления Вячеславу Репенко.

24 января 1974 года электростанция выработала первый миллион киловатт-часов энергии, это произошло на вахте дежурного станции Ю. П. Житняка.

## Галерея

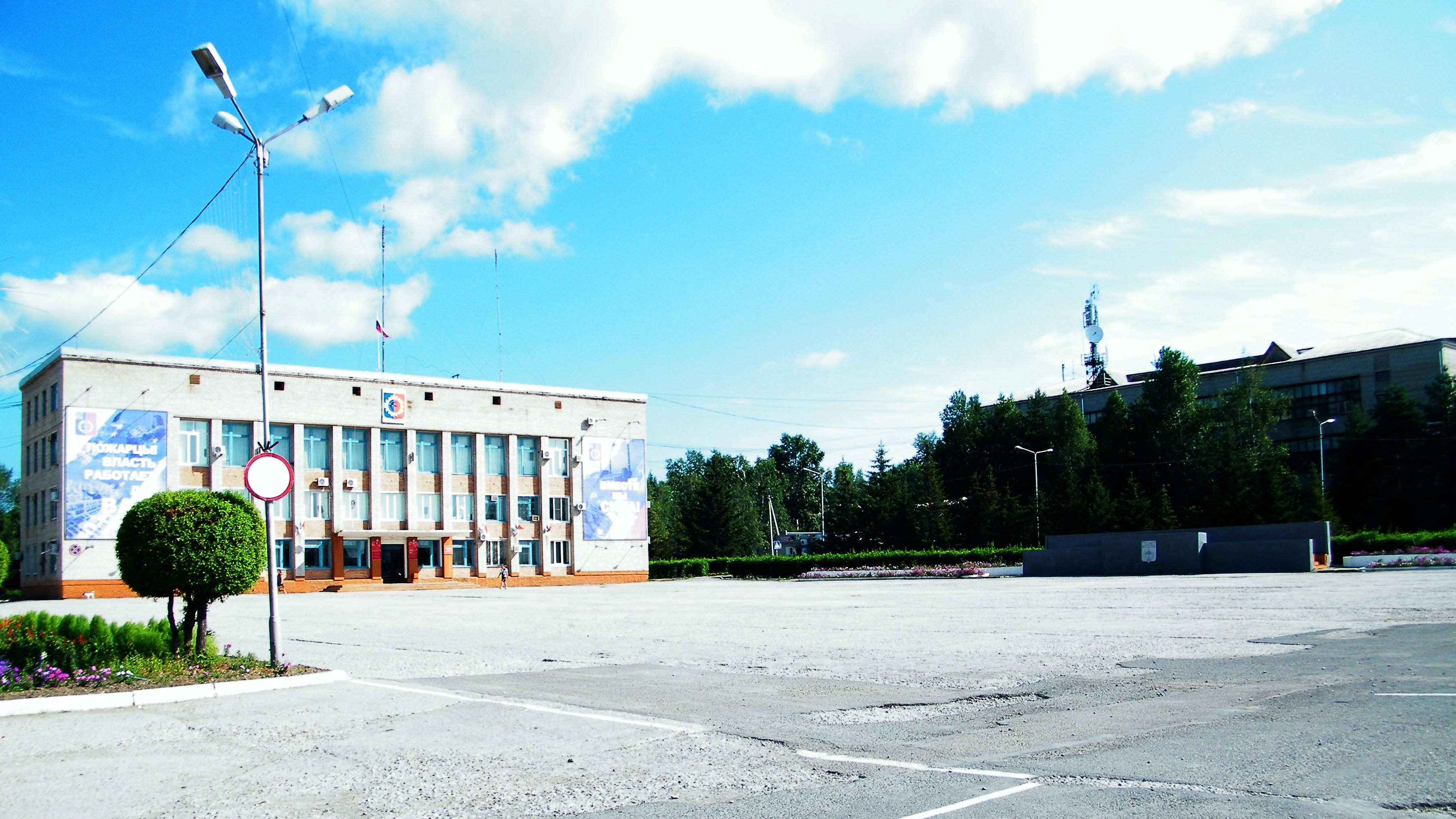
Лучегорск, здание администрации
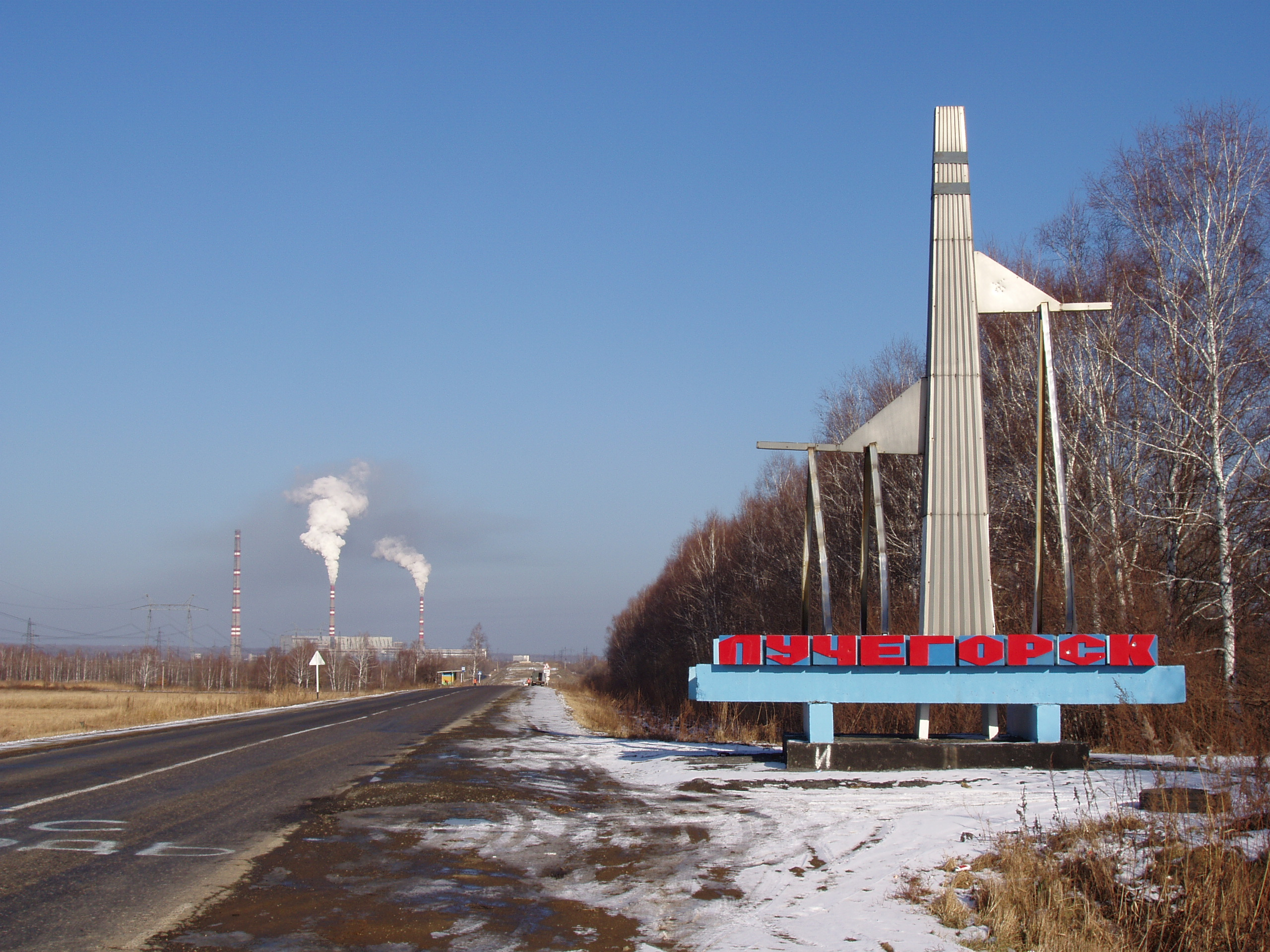
Стела перед Лучегорском
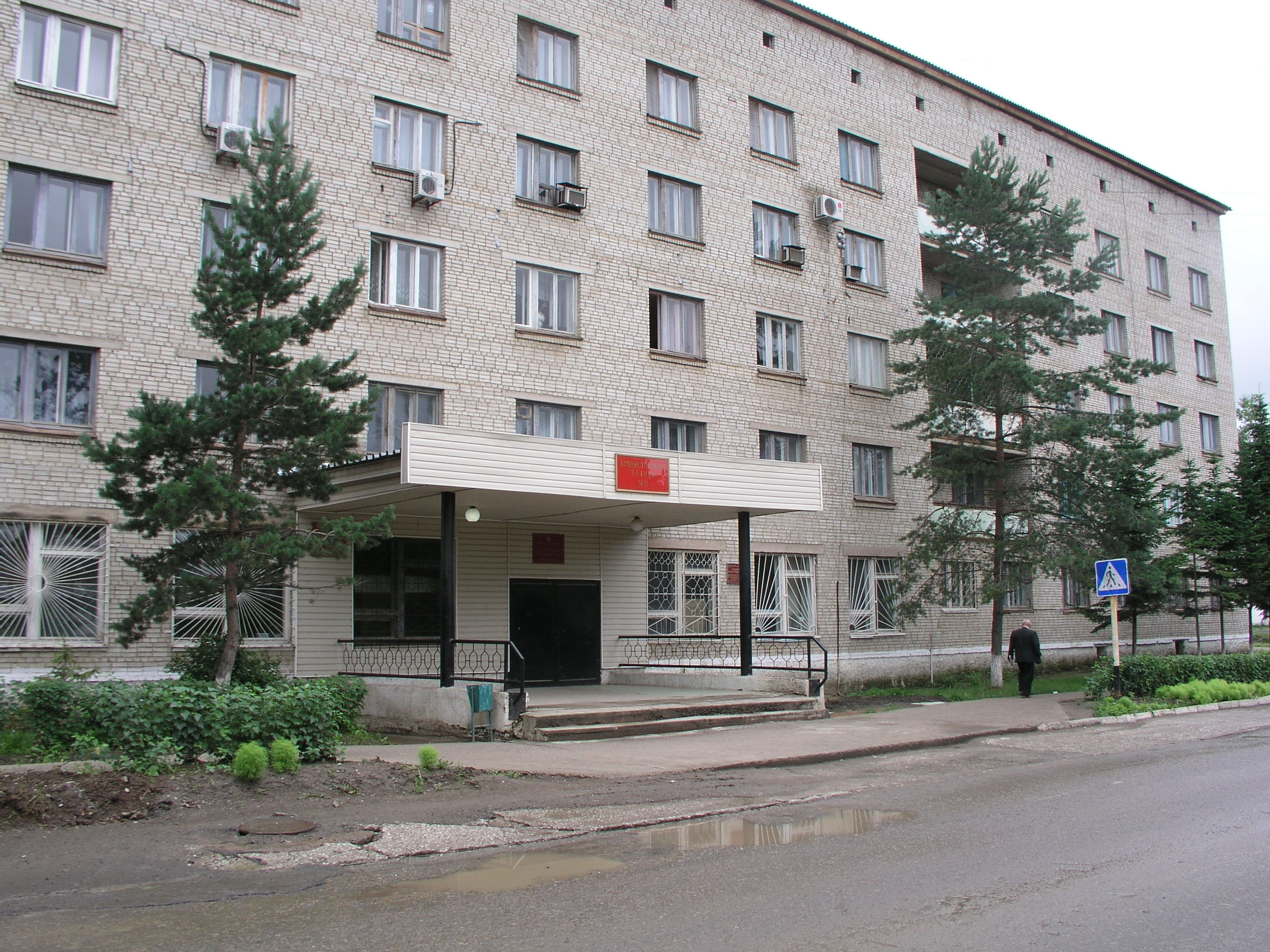
Районный суд
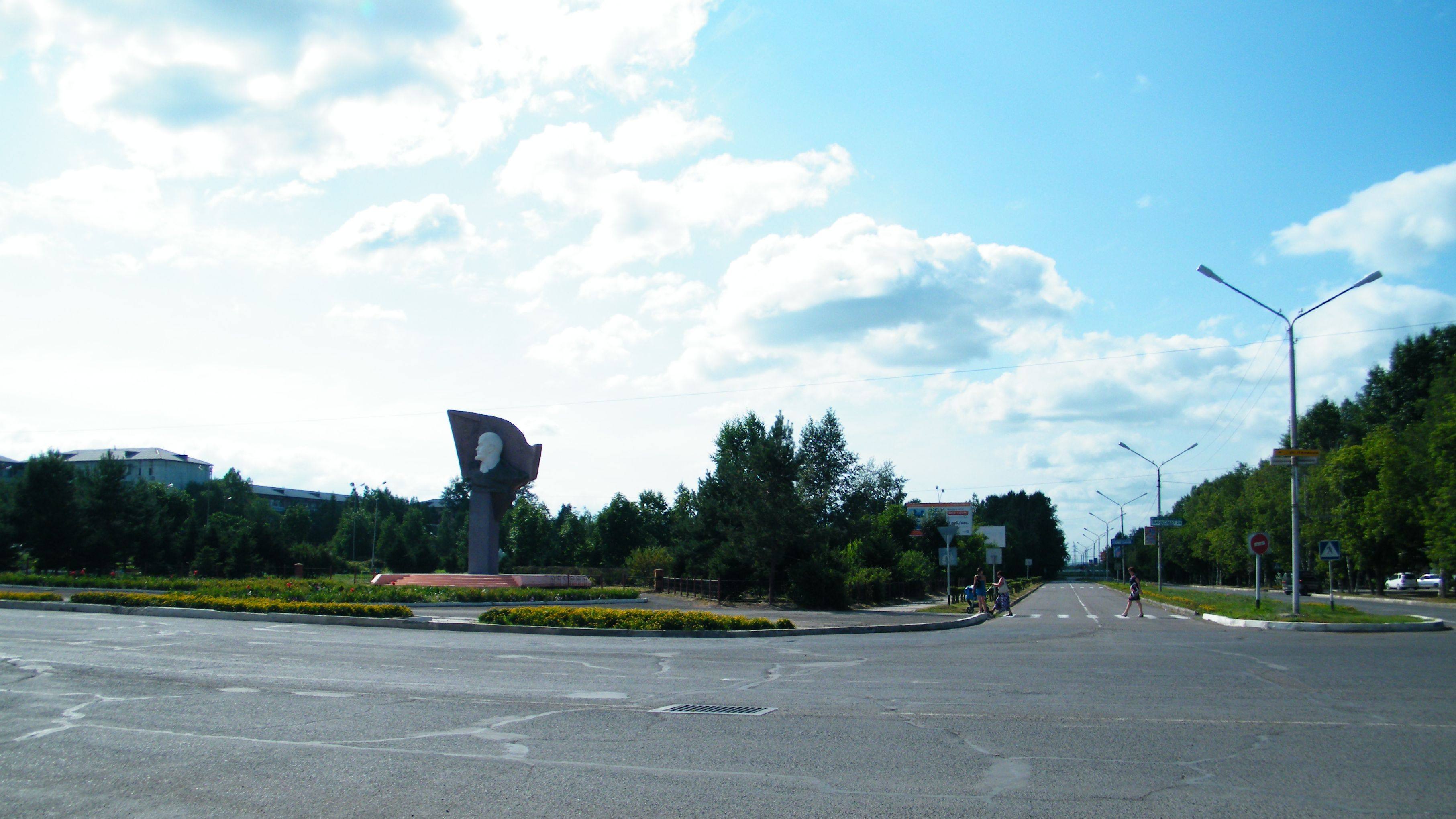
Выезд из Лучегорска на трассу «Уссури»

## Население
| 1966    | 1970    | 1979    | 1989    | 2002    | 2004    | 2005    |
| ------- | ------- | ------- | ------- | ------- | ------- | ------- |
| 300     | ↗3771   | ↗11 891 | ↗21 825 | ↗22 365 | ↘22 360 | ↘22 347 |
| 2006    | 2007    | 2008    | 2009    | 2010    | 2011    | 2012    |
| ↘22 304 | ↘22 206 | ↘22 019 | ↘21 888 | ↘21 004 | ↘20 979 | ↘20 526 |
| 2013    | 2014    | 2015    | 2016    | 2017    | 2018    | 2019    |
| ↘20 211 | ↘19 886 | ↘19 720 | ↘19 578 | ↘19 352 | ↘19 146 | ↘18 931 |
| 2020    | 2021    | 2023    | 2024    |         |         |         |
| ↘18 876 | ↘17 437 | ↘17 089 | ↘16 967 |         |         |         |

## Экономика
Основное предприятие посёлка — ЗАО «Лучегорский топливно-энергетический комплекс» (ЛуТЭК), образованное 20 мая 1997 года при слиянии предприятий «Лучегорский разрез», АО «Приморскуголь» и Дочернего общества РАО «ЕЭС России» АО «Приморская ГРЭС». Приморская ГРЭС является самой мощной тепловой электростанцией на Дальнем Востоке, на станции установлено 9 блоков общей мощностью более 1,4ГВт.
На данном этапе Лучегорский угольный разрез выведен из состава ЗАО «Лучегорский топливно-энергетический комплекс» (ЛуТЭК), образовав отдельное предприятие АО «ЛУР».

## Спорт
Планируется постройка ледовой арены для хоккея. Так же имеются спортивные секции: тяжёлая атлетика, лёгкая атлетика, кудо, киокусинкай каратэ-до, самбо, волейбол, баскетбол, футбол, хоккей, гребля, бадминтон, аэрохоккей.

## Культура и образование

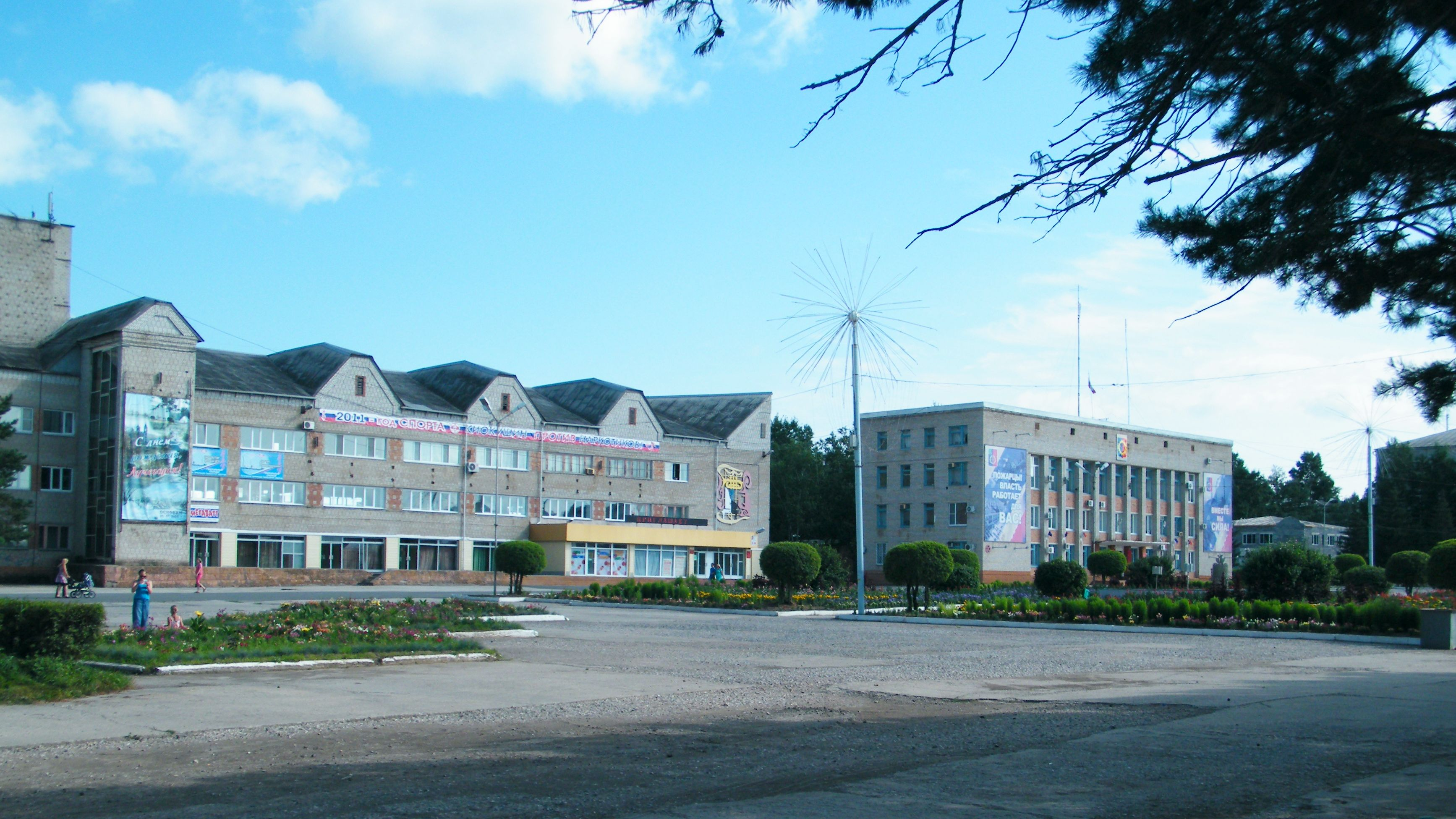
Дворец культуры.

В посёлке расположен современный Дворец культуры, а 11 декабря 2005 года был освящён новый православный храм в честь иконы Пресвятой Богородицы Скоропослушницы высотой более 20 метров. В 2005 году было построено третье на Дальнем Востоке футбольное поле с искусственным покрытием. Открыт краеведческий музей, рассказывающий об истории посёлка и района жителям и гостям Лучегорска. На данный момент в Лучегорске строится новый Ледовый городок.
Имеются три общеобразовательные школы на базе 11 классов и Профессионально-техническое училище № 42, выпускающее специалистов для нужд посёлка, ГРЭС и угольного разреза. После конкурса на самую лучшую школу выиграла МОБУ СОШ № 1. Единственная школа в районе, отвечающая всем канонам образования. А также имеются филиалы ДВФУ и ВГУЭС.
В Лучегорске имеются шесть дошкольных учреждений:
- «Сказка»
- «Родничок»
- «Солнышко»
- «Звёздочка»
- «Теремок»
- «Огонёк»

В 1987 году при народном театре «Премьера» была организована театральная студия для детей «Сорванец», которая в настоящее время является муниципальным бюджетным учреждением дополнительного образования детей «Центр детского театрального искусства „Сорванец“» Пожарского муниципального района, занимаются более 100 детей.

## Достопримечательности
- В центре Лучегорска расположен памятник Ленину и памятник комсомольцам 20-х годов.
- В парке Героев даманских событий также имеется стела погибшим пограничникам. Есть парк с памятником Лучегорским энергетикам.
- Высота трубы № 3 Приморской ГРЭС составляет 330 метров. Это самое высокое сооружение на Дальнем Востоке.

## Связь
Телефонный код Лучегорска: +7 (42357)
Телефонные номера пятизначные.
| Операторы мобильной (подвижной) телефонной связи | Операторы фиксированной телефонной связи | Интернет-провайдеры |
| ------------------------------------------------ | ---------------------------------------- | ------------------- |
| МТС                                              | ОАО «Ростелеком»                         | ОАО «Ростелеком»    |
| МегаФон                                          | -                                        | ООО «ЛТВ»           |
| Билайн                                           | -                                        | -                   |
| НТК                                              | -                                        | -                   |
| Ростелеком                                       | -                                        | -                   |
| ТЕЛЕ2                                            |                                          |                     |
| Yota                                             |                                          |                     |

## СМИ
Радиостанции:
В Лучегорске вещают 3 радиостанции FM диапазона:
- 102,4 FM — Владивосток FM[23]
- 105,5 FM — Приморская волна[24]
- 107,3 FM — Авторадио-Лучегорск[25]

Также хорошо принимаются радиостанции из Дальнереченска.
В Лучегорске имеется редакция газеты «Победа», которая была основана 9 мая 1945 года.